# Henry Balfour Scott
Henry Balfour Scott, britanski general, * 1907, † 1955.